# Степановка (Борзнянский район)
Степа́новка (укр. Степа́нівка) — село в Борзнянском районе Черниговской области Украины. Расположено в 32 км на северо-запад от райцентра Борзна. Население — 586 чел. (на 2006 г.). Адрес совета: 16424, Черниговская обл., Борзнянский р-он, село Степановка, ул. Горького,1 , тел. 2-74-31.